# Bhawania goodei
Bhawania goodei är en ringmaskart som beskrevs av Webster 1884. Bhawania goodei ingår i släktet Bhawania och familjen Chrysopetalidae. Inga underarter finns listade i Catalogue of Life.